# اللعبة الخطرة
اللعبة الخطرة أو لعبة ليمون مسلسل رسوم متحركة كوري عرض لأول مره في 3 مايو 2001 واستمر عرضه حتى 15 نوفمبر 2001 ويتكون من 26 حلقة وتمت دبلجة المسلسل للغة العربية وعرض على بعض القنوات العربية.

## قام باداء الادوار
- إيمان هايل (مدرجة باسم ايمان هايل)
- هشام حمادة
- غنام غنام
- سناء المفلح
- لؤي مسلم
- سهير اياد
- طارق عمر

## طاقم العمل

### النسخة العربية
- ترجمة: إبراهيم الفار (مدرجة باسم إبراهيم الفار)
- تسجيل صوت ومكساج: فتحي المصري
- مونتاج: سلطان الدويكات
- الاشراف الفني: أسماء الجرام (مدرجة باسم أسماء الجرام)
- الاشراف العام: طارق عبد القادر
- إنتاج وتوزيع: أنجاد فيلم (مدرجة باسم انجاد فيلم)

## روابط خارجية
- Dongwoo Animation page
- اللعبة الخطرة على موقع ANN anime (الإنجليزية)
- BASToF Lemon at Mimanbu (Korean)